# 瓦尔拉斯定律
瓦尔拉斯定律（Walras' law）是一般均衡理论中的一个定律，如果第{\displaystyle N-1}個市場能均衡，那第{\displaystyle N}個市場也會自動達到均衡。即總超額需求為零，有
{\displaystyle \sum P_{i}D_{i}-\sum P_{i}S_{i}=0}。
其中，{\displaystyle P_{i}}是第{\displaystyle i}種商品的價格，{\displaystyle D_{i}}和{\displaystyle S_{i}}分别是第{\displaystyle i}种商品的需求與供給。
該定律以法國洛桑大學的經濟學家里昂·瓦爾拉斯的名字命名，這一概念首先在其著作《純粹經濟學要義》(1874)中發表。儘管這一概念在更早時候被約翰·史超域·密爾在其著作Essays on Some Unsettled Questions of Political Economy(1844)中提出，但未被用數學嚴格表述。